# Chizu Express
La Chizu Express Co.,Ltd. (智頭急行株式会社?, Chizu kyūkō Kabushikigaisha) è una compagnia ferroviaria giapponese del terzo settore che collega le prefetture di Hyōgo, Okayama e Tottori. La sede centrale si trova nella città di Chizu, nella prefettura di Tottori.

## Storia
L'azienda è stata fondata il 31 maggio 1986 con l'aiuto dei funzionari locali della prefettura di Tottori. A quel tempo la sede centrale era nella città di Tottori e la compagnia si chiamava Chizu Railway Company. Nel 1994, il nome cambiò in Chizu Express e sei mesi dopo, la linea Chizu Express entra in funzione. Il 1º aprile 2009, l'azienda si trasferisce e stabilisce la propria sede nella città di Chizu.

## Linee ferroviarie
Chizu Express gestisce una linea di 56,1 km tra Kamigōri e Chizu.
- Linea Chizu Express (智頭急行智頭線?)

La maggior parte della linea è costituita da viadotti e gallerie, ci sono pochi passaggi a livello sulla, a parte i passaggi a livello per soli passeggeri presso le stazioni di Hirafuku e Koi-Yamagata e i passaggi condivisi con la linea principale San'yō della JR West, la linea Kishin e la linea Inbi, che corrono parallelamente vicino alle stazioni di Kamigōri, Sayo e Chizu, rispettivamente.

## Materiale rotabile
L'azienda gestisce due tipi di automotrici diesel:
- Serie HOT3500
- Serie HOT7000

Il nome della serie HOT deriva dalla prima lettera dei nomi delle 3 prefetture in cui opera l'azienda. H per Hyōgo, O per Okayama, T per Tottori. Inoltre, il numero del modello deriva dalla potenza del motore.

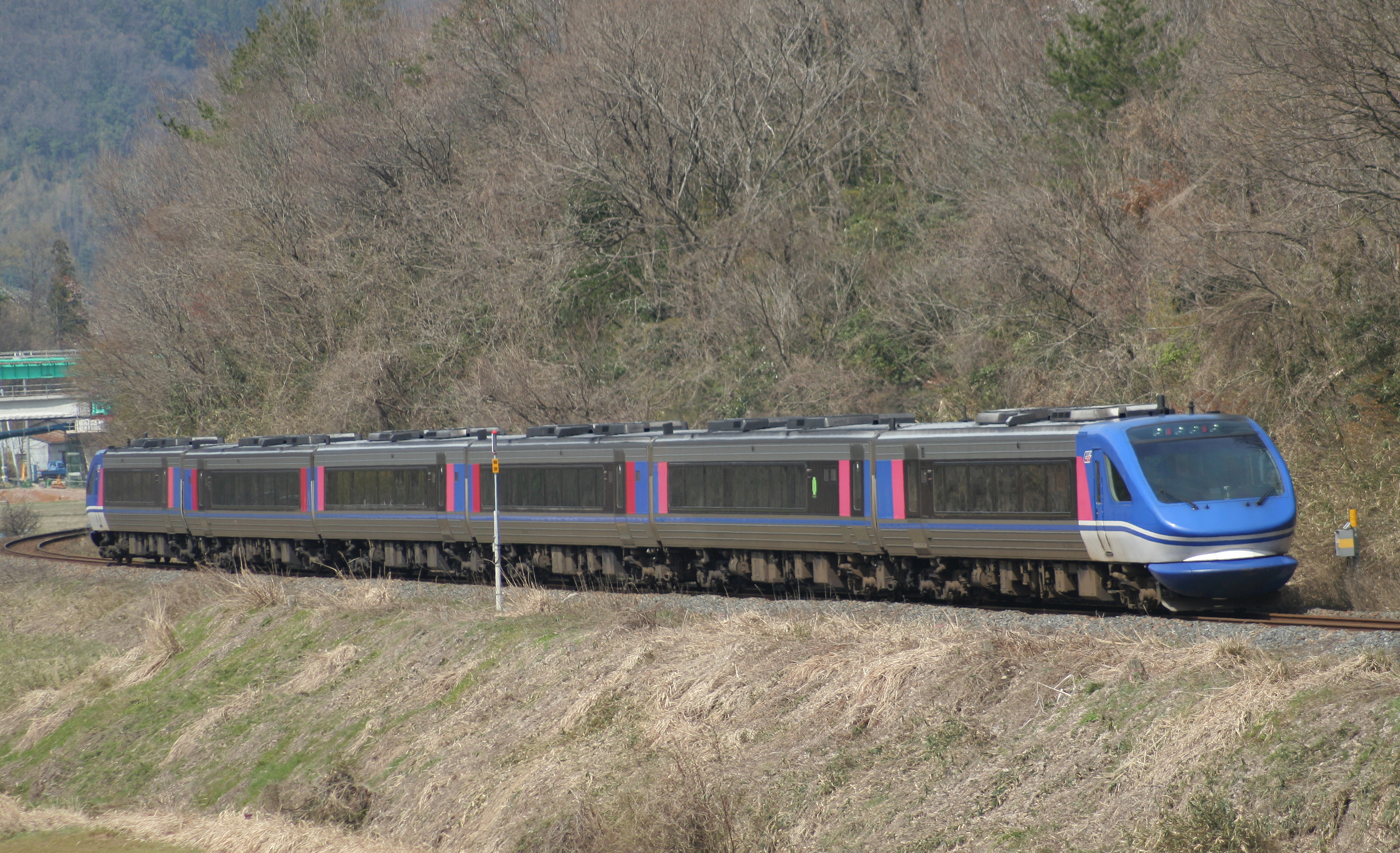
Serie HOT7000
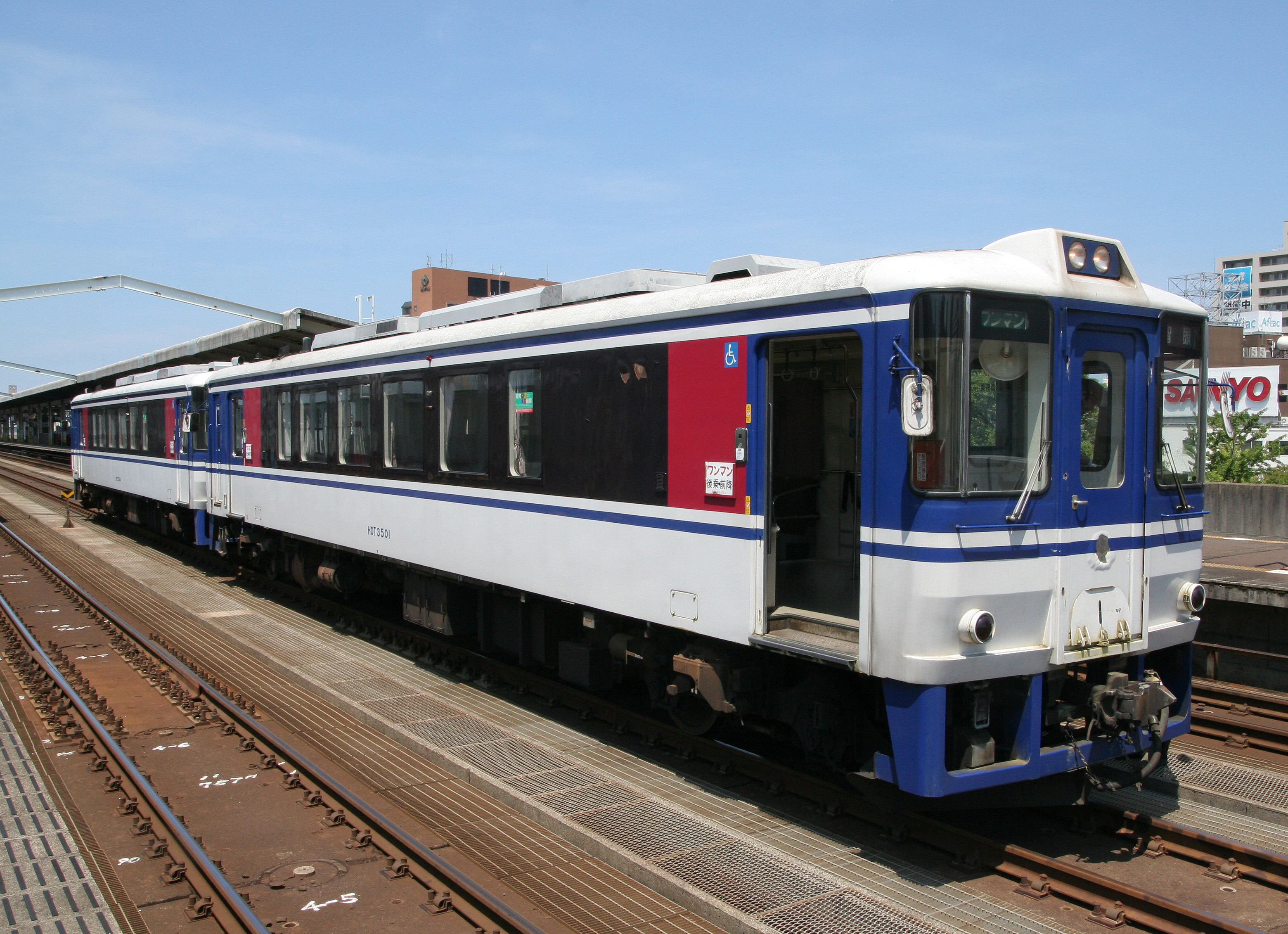
Serie HOT3500

## Tariffe
| Distanza     | Tariffe (yen) |
| ------------ | ------------- |
| meno di 3 km | 170           |
| 4 - 6        | 230           |
| 7 - 9        | 300           |
| 10 - 12      | 360           |
| 13 - 15      | 420           |
| 16 - 18      | 480           |
| 19 - 21      | 550           |
| 22 - 24      | 610           |
| 25 - 27      | 670           |
| 28 - 30      | 730           |
| 31 - 33      | 790           |
| 34 - 36      | 860           |
| 37 - 39      | 930           |
| 40 - 42      | 990           |
| 43 - 45      | 1050          |
| 46 - 48      | 1110          |
| 49 - 51      | 1170          |
| 52 - 54      | 1230          |
| 55 - 57      | 1300          |